# Cipang Kiri Hilir
Cipang Kiri Hilir is een bestuurslaag in het regentschap Rokan Hulu van de provincie Riau, Indonesië. Cipang Kiri Hilir telt 1763 inwoners (volkstelling 2010).